# Shorea xanthophylla
Shorea xanthophylla (ngôn ngữ bản địa gọi là seraya kuning barun hoặc lun barun) là một loài thực vật thuộc họ Dipterocarpaceae. Tên gọi xanthophylla xuất phát từ tiếng Hy Lạp, xanthos = vàng, phullon = lá, tức là chỉ màu vàng nhạt của những chiếc lá khô.
Gỗ của cây này được bán dưới tên thương mại "meranti vàng".
Đây là cây gỗ tán rộng thuộc rừng mưa, cao tới 40 m. Đây là loài đặc hữu của [Borneo] có ở Brunei, Kalimantan, và Đông Malaysia.